# 松﨑巖夫
松﨑 巖夫（まつざき いわお、1981年7月12日 - ）は、日本の俳優、監督。福島県会津若松市出身。東京・埼玉育ち。

## 来歴・人物
松﨑イワオ の芸名で俳優として映画・ドラマを中心に活動しており、監督をする際は本名の 松﨑巖夫 名義で活動中
特技はサッカー 料理 ギター
趣味は食べ歩き（特にラーメン）と映画・音楽鑑賞
小学生の頃から布袋寅泰とBOØWYを敬愛している
私立浦和学院高校 卒業

## 出演

### 映画
- 喧嘩番長劇場版 〜全国制覇〜（2011年 監督：東海林毅） - 福島県番長・宍戸亮二 役
- カイジ2 （2011年 監督：佐藤東弥）
- レディドラゴン 〜怒りの鉄拳LADY DRAGON〜（2012年 監督：中田圭）
- 制覇3 - 20（2013〜2019年 監督：港雄二） - 伊奈繁 役
- 捨てがたき人々（2014年 監督：榊英雄 ） - 篠原 役
- KIDS=ZERO （2014年 監督：須上和泰:監督） - 黒タイツ団
- 半グレvsヤクザ 3（2014年 監督：金澤克次）
- 心霊 ～パンデミック～ なげこむ（2015年 監督：佐々木勝己）
- 乱死怒町から愛を吐いて （2015年 監督：島田角栄）
- 閻魔の使いの処刑人（2015年 監督：金澤克次）
- 断食芸人（2016年 監督：足立正生）
（ロッテルダム国際映画祭 ディープフォーカス部門正式招待作品 ・大阪アジアン映画祭特別招待作品）
- Light & shadow（2016年 監督：鈴木淳評） - ギタリスト ロッキー 役
（ハリウッドスクリーニングスフィルムフェスティバル2017 正式上映作品・ロサンゼルスシネマフェスティバル2016 コンペティション作品）
- プラチナ代紋（2016年 監督：金澤克次） - 竹田組組員 内藤 役
- 日本統一24・25・26 （2016年 監督：濱水信） - 具志堅洋一 役
- 外道憤砕（2017年 監督：浅尾マサヒロ） - 真霜親生 役
- 侠の絆（2018年 監督：辻裕之） - 串田 役
- 絆と掟（2019年 監督：港雄二） - 原田晃司 役

### テレビドラマ
- イケメン共よ飯を喰え（2022年 テレビ大阪・BSテレ東）
- ホームドクター・神村愛の事件カルテ2（2013年、TBS）
- NHK大河ドラマ『八重の桜』31話 （2013年、NHK）- 斗南（会津）藩士役 役
- 相棒13 第13話「人生最良の日」（2015年1月28日、テレビ朝日）
- ワイルドヒーローズ7・8話 （2015年、日本テレビ）
- 水曜ミステリー『ソタイ 組織犯罪対策課2』（2016年、テレビ東京） - 麻薬密売人 役
- 湯けむり美人 出会い旅2 第4話（2019年、 V☆パラダイス、川村ゆきえ主演） - 山口智之 役

### CM
- アリコジャパン『一生おまかせ入院保険 ～母と息子編～』（2005年 吹き替えナレーション） - 息子役
- ハウスメイト ～クマの目覚まし編～（2005年 吹き替えナレーション） - クマの目覚まし役
- 楽天マート （WEB CM ） - 配達員役

### MV
- 餓鬼レンジャー「YES!!!」
- 布袋寅泰「PROMISE」（監督 阪本順治）

### VP
- 警視庁セキュリティ対策ドラマ『そのタップが危ない』 - タクヤ 役

### 携帯配信ドラマ
- 脱出ゲーム THE MOVIE２ 『盗賊の塔～The Beginning～』 - 松井 役

## 監督作品
MV
- WILL YOU EVER（LUCY 2014年）
- SNAKE （BLUE MOON BOO）（福島中央テレビ 『2畳半レコード』2016年12月期エンディングテーマ）

PR動画
- 福島県喜多方市熱塩温泉PRドキュメント 〜きてくなんしょ 編〜
- 福島県喜多方市熱塩温泉PRドラマ 〜パロディ編〜（元AKB48 田名部生来主演）

映画
- 日めくりの味（2023年制作予定[2]、主演：虎牙光揮）